# Acrocercops lithogramma
Acrocercops lithogramma là một loài bướm đêm thuộc họ Gracillariidae. Nó được tìm thấy ở Queensland.